# Vonones octotuberculatus
Vonones octotuberculatus is een hooiwagen uit de familie Cosmetidae.